# Un mundo maravilloso
Un mundo maravilloso (també coneguda com Un hombre ejemplar) és una pel·lícula mexicana dirigida pel cineasta Luis Estrada Rodríguez i estrenada a Mèxic al març de 2006.

## Sinopsi
En un futur fantàstic, a Mèxic es diu que la guerra contra els pobres i la fam es va acabar. Juan Pérez és un home humil que viu enamorat d'una dona d'igual posició econòmica anomenada Rosita, a qui promet donar-li una millor vida en brindar-li el que no va poder tenir: un cotxe, una casa i una família.
Juan Pérez, en pujar a una torre d'oficines en el World Financial Center per passar la nit sota un sostre, fa que la seva vida giri de manera radical quan escolta que l'encarregat de neteja entra a l'oficina. En un intent per sortir a través de la finestra, aquesta li és tancada i tots pensen que es vol suïcidar.
El periòdic El Mercurio exagera aquesta situació publicant que és un intent de suïcidi per a protestar en contra de la pobresa, perquè així l'Estat faci alguna cosa sobre aquest tema, resultant com a responsable el secretari d'economia, qui decideix buscar a Juan per a callar-lo a través de suborns, portant-lo cap a un món d'enganys i utopies, fent-li creure que la seva vida ja està en un millor estat socioeconòmic, no obstant això, a mesura que passa el temps es van ajuntant més problemes que augmenten quan diverses persones de classe baixa comencen a pretendre suïcidar-se per a tenir la vida que Juan Pérez té.

## Repartiment
- Damián Alcázar.... Juan Pérez
- Cecilia Suárez.... Rosita
- Ernesto Gómez Cruz.... Compadre Filemón
- Jesús Ochoa.... El Tamal
- Silverio Palacios.... El Azteca
- Antonio Serrano.... Ministro de Economía
- Jorge Zárate.... Secretario Particular
- José María Yazpik.... Asesor Financiero
- Plutarco Haza.... Asesor Político
- Raúl Méndez.... Asesor de Imagen
- Pedro Armendáriz Jr..... Director del Periódico "El Mercurio"
- Carmen Beato .... La Nena
- Guillermo Gil .... Papá Cara de Rata
- Diego Jáuregui .... Jefe de Redacción
- Carlos Arau .... Joven Reportero
- Rodrigo Murray .... Papá Ejemplar
- Alex Cox.... Maestro de Ceremonias
- Cecilia Tijerina.... Mamá Ejemplar
- Max Kerlow .... Sacerdote
- Angelina Peláez.... Mari
- Marina de Tavira.... Enfermera Guapa
- María Rojo.... Comadre Chismosa 1
- Leticia Huijara.... Comadre Chismosa 2
- Alejandra Barrales .... Comadre Chismosa 3
- Larry Silverman .... Doctor Goldberg
- Juan Carlos Remolina .... Hombre de Traje
- Rodrigo Vázquez.... Reportero Nota Roja 1
- Martín Zapata.... Reportero Nota Roja 2
- Noé Alvarado .... Reportero Nota Roja 3
- Carmen Madrid.... Reportera Económica
- Martín Altomaro.... Reportero Económico
- Mauricio Castillo.... Jefe de Nacionales
- Alfonso (Poncho) Figueroa .... Joven Globalifóbico
- Joaquín Cosio.... Vagabundo
- Osvaldo Benavides.... Curioso
- Fabiana Perzabal .... Curiosa
- Gabriela de la Garza.... Secretaria del Ministro
- Gustavo Sánchez Parra.... Camillero 1
- Mario Zaragoza.... Camillero 2
- José Antonio Barón .... Cura Boda
- Javier Zaragoza.... Ministerio Público
- Guillermo Larrea .... Joven Cura
- Raúl Santamarina .... Policía
- Justo Martínez.... Sargento
- Marco Treviño.... Jefe de Bomberos
- Luis Fernando Zárate .... Jefe de Policiales
- Fermín Martínez .... Policía WFC
- Germán Fabregat .... Contador
- Dagoberto Gama.... Guardia Mansión 1
- Gerardo Trejo Luna ... Guardia Mansión 2
- Diego Luna.... Reportero Estocolmo
- Diego M .... El Feo
- Diego Luna.... Reportero Carlos Guadarrama (Sin Crédito)

## Nominacions
En la XLIX edició dels Premis Ariel fou nominada al millor disseny artístic, al millor vestuari i al millor maquillatge. Als premis Diosas de Plata de 2006 va obtenir sis premis (millor pel·lícula, director, actor, fotografia, coactuació femenina i masculina).